# Chrysotus incisus
Chrysotus incisus är en tvåvingeart som beskrevs av Octave Parent 1928. Chrysotus incisus ingår i släktet Chrysotus och familjen styltflugor.
Artens utbredningsområde är Costa Rica. Inga underarter finns listade i Catalogue of Life.